# ShinMaywa US-2
ShinMaywa (prej Shin Meiwa) US-2 je japonski štirimotorni turbopropelerski amfibijski leteči čoln s STOL sposobnostmi. Prvič je poletel 18. decembra 2003. US-2 je zamenjava za starejše ShinMaywa US-1.
Okrog 15 letal naj bi kupila tudi Indijska mornarica.

## Tehnične specifikacije (US-2)
Podatki iz ShinMaywa, Air International
Splošne karakteristike
- Posadka: 11
- Število sedežev: 20 potnikov ali 12 nosil
- Dolžina: 33,46 m (109 ft 9 in)
- Razpon kril: 33,15 m (108 ft 9 in)
- Višina: 9,8 m (32 ft 2 in)
- Površina kril: 135,8m² (1462 sq ft)
- Teža praznega letala: 25630 kg (56504 lb)
- Naložena teža: 43000 kg (94797 lb) (vzlet na vodi)
- Maks. vzletna teža: 47700 kg (105160 lb) (vzlet na kopnem)
- Pogon letala: 4 ×  turboprop  Rolls-Royce AE 2100J, 3424 kW (4591 KM)  vsak
- Propelerji: Dowty R414 6-kraki propeler, 1 per engine
- BLE sistem s 1015 kW (1360 KM) LHTEC T800 turbogrednim motorjem

 Zmogljivost 
- Maks. hitrost: 560 km/h (302 vozlov, 348 mph)
- Potovalna hitrost: 480 km/h (259 vozlov, 298 mph)
- Doseg: 4700 km[5] (2538 nmi, 2919 mi)
- Višina leta: 7195 m (23606 ft)
- Vzletna razdalja na kopnem pri MTOW: 490 m (1608 ft)
- Pristajalna razdalja na kopnem pri MTOW:: 1500 m (4921 ft)
- Vzletna razdalja na vodi pri 43000 kg: 280m (919 ft)
- Pristajalna razdalja na vodi pri 43000 kg: 330m (1083 ft)